# خوسيه خوان ماسياس
خوسيه خوان ماسياس (بالإسبانية: José Juan Macías) (22 سبتمبر 1999 بغوادالاخارا في المكسيك - ) هو لاعب كرة قدم مكسيكي في مركز الهجوم. لعب مع نادي غوادالاخارا.

## مسيرته الكروية
لعب خوسيه خوان ماسياس خلال مسيرته الاحترافية مع ناديين في خمسة مواسم وسجل خلالها 23 هدفًا ضمن 57 مباراة. ولم يفز بأي موسم بالكأس أو بالدوري.
خاض خوسيه خوان ماسياس مسيرته مع نادي غوادالاخارا في موسم 2017–18 في المرة الأولى ولمدة موسمين ثم في موسم 2019–20 لمدة موسم واحد، مشاركًا طوالها في 25 مباراة سجل خلالها 7 أهداف. ثم انتقل إلى نادي كلوب ليون في موسم 2018–19 ولمدة موسمين، حيث شارك في 32 مباراة سجل خلالها 16 هدفًا.

## وصلات خارجية
- خوسيه خوان ماسياس على موقع قاعدة بيانات كرة القدم.إي يو (الإنجليزية)
- خوسيه خوان ماسياس على موقع ناشيونال فوتبول تيمز (الإنجليزية)
- خوسيه خوان ماسياس على موقع Soccerway.com (الإنجليزية)